# Філософія освіти
Філософія освіти (англ. Philosophy of education) — галузь філософського знання, що має своїм предметом освіту. Веде відлік своєї історії як окремої дисципліни з початку XX століття. Родоначальником філософії освіти в світі вважається англо-американський філософ Джон Дьюї.
Філософія освіти — галузь філософії, що вивчає сутність, цінності та філософські засади освіти. Вона аналізує філософські проблеми, пов'язані з освітою, такі як її природа, мета, цілі, зміст, процес та результати. Філософія освіти досліджує філософські концепції та принципи, що лежать в основі освітньої системи та впливають на формування особистості. Вона також вивчає роль освіти у суспільстві, взаємозв'язок освіти з іншими філософськими категоріями, етичні та моральні аспекти освіти, а також сприяє формуванню освітніх концепцій та поліпшенню системи освіти. Філософія освіти впливає на розвиток освітніх політик, практик та допомагає виробляти кращі підходи до навчання й виховання.
В англомовних країнах філософія освіти в даний час — це галузь з усталеним дисциплінарним статусом, представлена в університетах окремими кафедрами, перш за все, на факультетах філософії та в ряді випадків в Colleges of education («факультетах освіти»).

## Предмет і специфіка галузі філософії освіти
Філософія освіти є окремою галуззю філософії, що вивчає сутність, цінності та філософські засади освіти. Вона розглядає освіту як складну соціальну, культурну та філософську проблему, що має велике значення для розвитку суспільства та формування особистості.
Предмет філософії освіти полягає в аналізі і розумінні основних питань, пов'язаних з освітою, таких як її природа, мета, цілі, зміст, процес та результати. Вона досліджує філософські засади та принципи, які лежать в основі освітньої системи та впливають на формування особистості.
Основна специфіка галузі філософії освіти полягає у тому, що вона вивчає освіту як феномен, що перебуває на перетині філософії, соціології, психології, нейронауки та інших наук. Вона постійно розглядає освіту у контексті суспільства, культури, етики та інших філософських категорій.
Одним з важливих аспектів філософії освіти є розуміння ролі освіти в суспільстві. Вона досліджує, як освіта впливає на формування соціальних цінностей, розвиток культури та підтримку демократичних процесів. Філософія освіти розглядає освіту як механізм, що допомагає людям розуміти світ, розвивати свої здібності та реалізовувати свій потенціал.
Філософія освіти також досліджує питання етичних та моральних аспектів освіти. Вона ставить питання про відповідальність освітнього процесу перед суспільством та моральні обов'язки освітян. Вона також розглядає проблеми рівного доступу до освіти, справедливості та етичних норм, що повинні бути враховані в освітній системі.
В цілому, філософія освіти є дисципліною, що працює над теоретичними основами освіти, аналізує філософські проблеми, пов'язані з освітою, та сприяє розвитку освітніх концепцій та ідей. Вона впливає на формування освітньої політики та практики, спрямовані на поліпшення системи освіти та забезпечення розвитку суспільства через навчання й виховання.

### Історія становлення сучасної філософії освіти
Дж. Дьюї обґрунтував існування і предмет філософії освіти як детермінований природою самої філософії. Цю ж позицію поділяв і другий з основоположників англо-американської традиції філософії освіти А. Уайтхед. Ф. Сміт в 60-х роках XX ст. проаналізував ставлення філософії та освіти в історії становлення області філософії освіти, розрізняючи позиції «філософії і освіти», «філософії в освіті», «філософії для освіти» та «філософії освіти» і запропонував розуміти філософію освіти як галузь системних досліджень. Г. Брауді підкреслив необхідність для сфери філософії освіти логічної організації.
Аж до теперішнього часу обговорюється специфіка предмета і межі області філософії освіти, — так, один з провідних філософів освіти Великої Британії У. Карр описав історію виникнення даної суб-області в рамках академічної філософії як наслідок розпочатого в XX в. виділення додаткових предметних сфер, поряд з філософією свідомості, філософією мови, філософією діяльності, і як приклад поєднання чистої і прикладної філософії.
Сучасні філософи освіти підкреслюють значущість філософії освіти для педагогів, визначаючи її специфіку в цьому плані як
- те, що має вирішувати сумніви педагогів у цінності освітніх зусиль;

- що визначає для педагогів місце подій і процесів «в фундаментальному порядку речей», причому в гармонійному співвідношенні з цим порядком;

- те, що, в підсумку, призводить педагогів до розуміння вищої мети своєї освітньої роботи.

Одночасно з цим, зі свого боку, філософія освіти — це філософськи дисципліновані методи мислення … корпус доведених технік аналізу, аргументації і теоретичного побудови — для вирішення проблем освіти ".

## Світові дослідження у галузі філософії освіти
Філософія освіти є широко досліджуваною галуззю у світовому контексті. Учені та філософи з різних країн проводять важливі дослідження, спрямовані на розуміння сутності освіти, її філософських засад та роль у суспільстві.
Одним з ключових напрямків досліджень є аналіз філософських підходів до освіти. Вчені вивчають різні філософські школи та течії, такі як перипатетики, ідеалісти, екзистенціалісти, постмодерністи та інші, зокрема їх вплив на розвиток освіти, навчання та виховання дітей.
Дослідження також спрямовані на вивчення філософських концепцій освіти, таких як гуманістична освіта, прогресивна освіта, критична освіта та інші. Ці концепції розглядаються з точки зору їх філософських засад, цінностей та цілей, а також їхнього впливу на формування суспільства та розвиток особистості. Додатково, дослідники займаються вивченням філософських проблем освіти, таких як роль вчителя та учня, природа знання, мета освіти, свобода та відповідальність у навчанні та інші. Вони досліджують сутність цих проблем, шукають нові підходи та перспективи їх вирішення.
Наукові дослідження у галузі філософії освіти сприяють розширенню знань про освіту як соціальне явище та його взаємозв'язок з філософією. Вони спонукають до роздумів про сутність освіти, її мету та значення, а також сприяють розвитку нових концепцій та ідей, які сприятимуть поліпшенню системи освіти та виховання в сучасному світі. В світових дослідженнях у галузі філософії освіти виявляються різні підходи та думки, що допомагають у формуванні різнобічного та глибшого розуміння цієї важливої сфери людського життя. Постійні дослідження та обмін ідеями у цій галузі сприяють розвитку освітніх систем та допомагають виробляти кращі підходи до навчання та виховання нових поколінь.
У XX ст. в сфері філософії освіти виникли різні напрямки, пов'язані з основними філософськими течіями:
- Аналітична філософія освіти розвивалася з поч. 60-х рр. в США, Англії, Австралії І. Шеффлер, Р. С. Пітерсом, Е. Макмилланом, Д. Солтис та ін.
- Критико-раціоналістична філософія освіти, що відображає ідеї К. Поппера, розроблялася з поч. 60-х рр. В. Брецінкой, Г. Здарцілом, Ф. Кубе, Р. Лохнера і ін.
- Культурологічний підхід в філософії освіти був представлений К. Кершенштейнером, а також Е. Шпрангером.
- Екзистенційно-діалогічна філософія освіти спиралася на ідеї і роботи М. Бубера.
- Гуманістичне спрямування філософії освіти втілювало ідеї педагогіки К. Роджерса.
- Педагогічна антропологія в особі І. Дерболава, О. Ф. Больнова, Г. Рота, М. І. Лангевельда, П. Керна, Г.-Х. Віттіга, Е. Майнберга спиралася на філософську антропологію (М. Шелер, Г. Плесснера, А. Портман, Е. Кассирер та ін.)
- Критико-емансіпаторська філософія освіти мала в якості своїх засновників К. Молленхауера, В. Бланкерца, В. Лемперта, В. Клафкі, що відокремилися в кінці 60-х років від напрямку педагогічної антропології. Ці філософи орієнтувалися на франкфуртську філософію неомарксизма М. Хоркхаймер, Т. Адорно, Г. Маркузе, Ю. Хабермаса і стверджували неправомірність відриву освіти від політики, вважаючи за необхідне залучати освіту в політичні руху за емансипацію особистості і міжособистісних відносин від панування відчужених структур та ідеологій. До їхніх ідей близька лібертарна педагогіка Ф. Феррера, П. Фрейре, П. Макларена і ін.
- Постмодерна філософія освіти була представлена Д. Ленценом, В. Фішером, К. Вюнш, Г. Гізеке в Німеччині, С. Ароновітцем, У. дол в США. Посмодерністи боролися за «демократичність», за плюралізм самокоштовних практик, за «депрофессионализации» філософії, проти «диктату» теорій і систем в освітній сфері (зближуючись в цьому плані з «Антипедагогіка» І. Ілліча і П. Фрейре).
- На основі заснованої Мун Сон Мьоном Філософії Об’єднання сформувалася цілісна «теорія виховання», що зосереджується на розвитку шімджон («серця»), дотриманні етичних норм і творчому володарюванні, інтегруючи духовне, моральне та інтелектуальне становлення особистості.[13]

## Філософія освіти в Україні
Вітчизняна філософська думка почала розквітати у Х–ХІ століттях, що вважається багатьма дослідниками ключовим періодом. Введення християнства стало важливим фактором у поширенні європейських філософських ідей на території України.
Починаючи з Х століття, на Україні з’являлися книгозбірні, а освіченість швидко поширювалася. Першими поширювачами вже відомих філософських поглядів з Європи в Україні були мандрівні вчені, які передавали свої знання з-за кордону.
Філософічний аспект у літературі того періоду, в основному, стосувався релігійно-богословських, морально-етичних і науково-природничих питань, залишаючи осторонь основні філософські проблеми:
- Філософія розглядалась як спосіб осмислення світу;
- Література з філософським змістом не мала великої популярності серед населення того часу через неграмотність більшості людей та відсутність освітніх центрів західного та візантійського типу.

Початок XVI століття в Україні був поворотним моментом для поширення філософії. Поступова полонізація українських земель та зростання впливу католицької церкви спонукали до захисту православної християнської традиції та розвитку власної інтелектуальної гнучкості. Це було можливо завдяки:
- Заснуванню та розвитку власних освітніх інституцій;
- Встановленню критеріїв освіченості;
- Визначенню авторитетів у літературних джерелах;
- Виробленню власних наукових, філософських та релігійних пріоритетів;
- Формуванню вітчизняної філософсько-освітньої стратегії.

Головну роль у цьому процесі відіграли братства. У другій половині XVI століття братства почали організовувати школи та друкарні. У цих школах викладання проводилося українською мовою, вивчалися грецька та латинська мови, арифметика, піїтика, астрономія, музика, граматика, риторика та богослов'я. З'явилися школи високого рівня. Культурно-освітня та науково-літературна діяльність братств стала необхідною умовою формування власної культурної, у тому числі філософської, української традиції.
Католицька церква також намагалась утвердити свої традиції за допомогою письма та слова, створюючи власні навчальні заклади. Головною метою цих шкіл було поширення істин католицького віровчення. Крім початкової освіти, ці школи також надавали вищу освіту, включаючи вивчення філософії.
Однією з перших вищих освітніх установ в Україні була Острозька академія, заснована наприкінці XVI століття (1576 рік). У ній викладалися сім вільних наук, а також старослов'янська, грецька та латинська мови, медицина та право. Острог мав тісні зв'язки з національними та зарубіжними освітньо-культурними центрами, українськими братствами, школами та протестантськими центрами в інших містах.Філософія в Острозі викладалась як вітчизняними викладачами, що отримали освіту закордоном, так і іноземними науковцями. Крім академії, в Острозі також діяла друкарня, на базі якої працював гурток острозьких книжників. Острозькі книжники виділялися своєрідністю філософських і наукових досліджень, вони відкидали важливість латинських знань, включаючи філософію, у досягненні божественної істини. Вони наголошували на необхідності вивчення цієї істини, в тому числі у стінах Острозької академії.
1632 року була заснована Києво-Могилянська академія в результаті об'єднання Київського братства та культурно-освітнього гуртка при Києво-Печерській Лаврі. З самого початку свого існування академія мала світський статус та західноєвропейську спрямованість. Проте вона виступала як захисник наукової та філософської православної релігійної традиції. Академія відстоювала і обґрунтовувала істинність православної церкви та представляла філософські знання античності, теологію Середньовіччя, гуманізм Відродження та наукові досягнення Нового часу. Таким чином, філософія, розвиваючись в Києво-Могилянській академії XVII століття, відхилялася від категорично негативного сприйняття латинської науки та спрямовувалася до наукового підходу у викладанні навчальних дисциплін. Києво-Могилянська академія стала не лише проправославним науковим центром, але й вбирала в себе філософські ідеї Відродження, Реформації та Нового часу, вплітаючи їх у українську філософську думку та розширюючи її обґрунтування.
Філософія в Україні X–XVII століття стала прикладом толерантного поєднання світової філософії з українськими світоглядними орієнтирами, враховуючи сучасні філософські тенденції. Перші навчальні заклади внесли значний вклад у поширення та розвиток філософських знань у вітчизняній філософській думці того часу. Вони стали стимулятором зацікавленості української науки філософським пошуком істини.
Серед інших впливових діячів – Михайло Драгоманов та Василь Сухомлинський, чиї праці підкреслювали важливість освіти, важливість моральних цінностей та цілісного розвитку дітей. 

## Додаткова література

### Книги
- Джон Дьюї (1916). Democracy and Education: an introduction to the philosophy of education (англ). the University of Michigan: Macmillan. с. 284. ISBN 9781511577359 (ел.книга).
- Філософія освіти: навчальний посібник. – 2-ге видання / за наук. ред. академіка В. П. Андрущенка [та ін.]. – Київ  Вид-во НПУ імені М. П. Драгоманова, 2021. – 348 с.
- Філософія освіти і науки: навчальний посібник. В. П. Загороднюк та ін. — Київ: Знання України, 2018. – 248 с.
- Зінченко В.В. Екзистенційно-діалогічна модель філософії освіти: освітньо-виховна та соціально-духовна комунікація у контексті суспільного розвитку // Філософія освіти. Philosophy of Education. – 2018. – 1(22). – С.115-133.
- Опачко М.В. Філософія сучасної освіти. Навчально-методичний посібник / Магдалина Василівна Опачко. – Ужгород: УжНУ, 2016. – 72 с
- Навчальний посібник з курсу «Філософія освіти» для осіб, що навчаються в магістратурі за спеціальністю «Педагогіка вищої школи». / Т.Н. Кучера, Л.І. Насонова, В.В. Дейнека. – Харків: ХНМУ, 2015. – 63 с.
- Bufford Th. Toward а Philosophy Education. – Boston:World-Press,2001.–278  р.
- Гершунский Б. С. Философия образования для XXI века. М., 1998.

### Журнали
- Філософія освіти (укр., англ.)
- Educational Philosophy and Theory (Taylor & Francis)
- Journal of Philosophy of Education (Oxford University Press)
- Studies in Philosophy and Education (Springer)